# ابراهیم با
ابراهیم با (انگلیسی: Ibrahim Ba؛ زاده ۱۲ نوامبر ۱۹۷۳) یک بازیکن فوتبال سنگالی‌تبار اهل فرانسه بود.